# Alfa Romeo 158
Chronologie des modèles (1938-1950)
Alfa Romeo 308 / 8C-308 Alfa Romeo 159 (F1)
L'Alfa Romeo 158 et sa déclinaison dérivée l'Alfa Romeo 159 (F1) sont des voitures de course de Formule 1 fabriquées par le constructeur italien Alfa Romeo de 1938 à 1951, surnommées « Alfetta » à cause de leurs dimensions réduites.
C'est au volant d'une Alfa Romeo 158, que le pilote argentin Juan Manuel Fangio réalise, le 21 mai 1950, le premier hat trick (pole position, meilleur tour en course et victoire) de l'histoire de la Formule 1, dès la deuxième course du Championnat du Monde, lors du Grand Prix automobile de Monaco 1950.
L'Alfa 158 est dotée d’un moteur d’un litre et demi de cylindrée avec une puissance très élevée, obtenue grâce à deux compresseurs Roots. Cette voiture de course a obtenu un palmarès fabuleux entre 1938 et 1950.

## La naissance de la 158
Cette voiture entre de plein droit dans l'histoire du sport automobile moderne comme la monoplace à la carrière la plus longue. Elle est restée présente et a gagné des courses sur les circuits du monde entier pendant treize années, de 1938 à 1950, dans ses différentes versions, mais en maintenant le concept d'origine. Elle reste comme la voiture qui a gagné le plus grand nombre de courses dans les Grands Prix de Formule 1.
L'Alfa Romeo 158 naît au printemps 1937, au sein des ateliers de la Scuderia Ferrari — qui, à cette époque, constitue la division expérimentale d'Alfa Romeo — sur la base d'un projet de l'ingénieur Gioacchino Colombo avec la collaboration de l'ingénieur Alberto Massimino, grand spécialiste des suspensions et des boîtes de vitesses.
Selon les coutumes de l'époque, l'appellation « 158 » fait référence à la cylindrée de 1,5 L et au nombre de cylindres (8). Le moteur est suralimenté avec un compresseur volumétrique « Roots ». Dès les premiers essais au banc, ce moteur montre ses hautes qualités de performance et de fiabilité. Les ingénieurs Alfa Romeo arrivent à en tirer 180 chevaux à 6 500 tr/min, une puissance qui, pour sa première participation en course, est portée à 195 ch à 7 000 tr/min.

## Conception du moteur
S’inspirant du huit cylindres en ligne de la P3, l’ingénieur Gioacchino Colombo conçoit un moteur en alliage de magnésium avec culasse intégrée, chemises rapportées en acier et carter en magnésium boulonné au bloc. Le vilebrequin expertement taillé dans un bloc d’acier au chrome nickel ne pèse que 10 kg, tandis que le moteur ne pèse que 165 kg.

## Les Grands Prix

### Historique
Le premier tour de roue de cette nouvelle voiture de course intervient le 5 mai 1938 sur le circuit de Monza avec Nardi à son volant. Sa première participation à une course officielle interviendra à peine trois mois plus tard. Les tests au banc du moteur avaient déjà donné d'excellents résultats, dès le 19 mars 1938 dans l'usine Ferrari de Modène avec une puissance de 180 Ch à 6.800 tr/min.
L'Alfa Romeo 158 débute officiellement lors de la Coupe Ciano de Livourne le 7 août 1938, sur un parcours en ville de 5 800 mètres pour chacun des 25 tours, soit un total de 145 km, et elle y surpasse ses concurrentes. Emilio Villoresi remporte la course et Clemente Biondetti est second.
L'évolution qui amène au modèle B date de 1939, avec une puissance portée à 225 ch, toujours à 7 500 tr/min. Elle gagne la Coupe Ciano de Livourne le 30 juillet 1939 et la XVe Coupe Acerbo de Pescara le 13 août 1939, avec Clemente Biondetti comme pilote. Malheureusement, cette période d'avant-guerre empêche l'écurie Alfa Romeo de participer aux compétitions à l'étranger.
En 1940, en raison de la Seconde Guerre mondiale, les compétitions automobiles deviennent très rares ; cette quasi-disparition se renforce encore les années suivantes. En 1941, seules les compétitions en Amérique du Sud ont lieu, avec une présence symbolique des pilotes et écuries européennes.
Une fois la guerre terminée, les compétitions reprennent en 1946 et l'Alfetta 158 est retravaillée, allégée et équipée d'un moteur encore plus puissant - le modèle 158/46 de 254 ch à 7 500 tr/min et d'un poids de 630 kg - remporte le 1er Grand Prix automobile des Nations 1946 de Genève, le 21 juillet avec Giuseppe Farina comme pilote, Carlo Felice Trossi à la seconde place, Jean-Pierre Wimille à la troisième place et Achille Varzi à la septième place. Lors de cette course, la suprématie de l'Alfa Romeo 158 a été totale avec en plus les départs en pole position de Giuseppe Farina et le meilleur tour de Jean Pierre Wimille.
L'Alfa 158 remporte également le 3e Grand Prix du Valentino, qui se court à Turin le 1er septembre 1946 avec Achille Varzi comme pilote. Jean-Pierre Wimille, lui aussi sur l'Alfa 158 N° 52, arrive second et Carlo Felice Trossi sixième. Peu après, Carlo Felice Trossi remporte le IIIe Circuit de Milan, le 30 septembre 1946, Achille Varzi arrive second et Consalvo Sanesi troisième, tous sur Alfetta 158.
En 1947, grâce à l'adoption d'un compresseur mécanique à lobes Roots à deux niveaux, la puissance passe à 275 ch à 7 500 tr/min sur le modèle 158/46B. Cette année-là, l'Alfetta 158 impose encore sa suprématie en remportant les première, deuxième et troisième places du VIIe Grand Prix de Suisse, le 8 juin 1947 à Bremgarten, avec respectivement Jean-Pierre Wimille, Achille Varzi et Carlo Felice Trossi. Le quatrième pilote de l'écurie Alfa Romeo Consalvo Sanesi avec l'Alfa 158 N° 32 se place 5ème. Les trois pilotes Alfa Roméo se classent dans le même ordre au VIIe Grand Prix automobile de Belgique 1947, le 29 juin, sur le circuit de Spa-Francorchamps. Lors du Grand Prix automobile de Bari 1947, le 13 juillet, Achille Varzi, parti en pole position, remporte la course et effectue le meilleur tour en course ; Consalvo Sanesi arrive second. L'Alfetta 158 gagne également le XVIIe Grand Prix automobile d'Italie, le 7 septembre 1947, qui se déroule au Parco Sempione de Milan. La victoire revient à Carlo Felice Trossi, tandis que les trois autres Alfetta en course finissent à la deuxième place avec Achille Varzi, à la troisième avec Consalvo Sanesi, et à la quatrième avec Alessandro Gaboardi.
En 1948, une fois la saison terminée, l'Alfetta 158 voit sa puissance encore augmentée pour atteindre 315 ch à 7 500 tr/min avec le modèle 158/47. Cette année-là, elle remporte le VIIIe Grand Prix automobile de Suisse 1948, le 4 juillet, à Bremgarten, avec Carlo Felice Trossi vainqueur devant Jean-Pierre Wimille et Consalvo Sanesi quatrième. Au cours des essais, Achille Varzi se tue lors d'une sortie de piste détrempée. L'écurie Alfa Roméo rafle les trois premières places du XXXVe Grand Prix automobile de France, le 18 juillet 1948, sur le Circuit de Reims-Gueux, avec Jean-Pierre Wimille vainqueur devant Consalvo Sanesi et Alberto Ascari. Ensuite, elle gagne le XVIIIe Grand Prix automobile d'Italie 1948 le 5 septembre, au Parc du Valentino à Turin avec Jean-Pierre Wimille, les deux autres voitures engagées ont abandonné à la suite de la rupture du compresseur. ainsi que le Ier Grand Prix automobile de Monza de Formule 1, le 17 octobre, aux quatre premières places, avec Jean-Pierre Wimille, vainqueur devant Carlo Felice Trossi, Consalvo Sanesi, et Piero Taruffi.
L'année 1949 débute de la pire des manières pour l'Alfetta et pour l'automobilisme mondial. En effet, le 28 janvier, au cours des essais du Grand Prix Juan Domingo Peron, sur le circuit du Parc Palermo de Buenos Aires, Jean Pierre Wimille, un des jeunes pilotes les plus prometteurs de l'écurie Alfa Romeo, se tue dans un accident à bord d'une Gordini. Peu de temps après, c'est Carlo Felice Trossi qui disparaît, emporté par une maladie incurable. En quelques mois, l'écurie Alfa Romeo qui a dominé le monde de la compétition durant les trois années précédentes, se retrouve pratiquement anéantie. Alfa Romeo décide alors de ne participer à aucune compétition cette année-là.
L'année 1950 signe le retour de l'Alfa 158/50 en compétition avec sa participation au premier Championnat du Monde de Formule 1, avec une équipe entièrement nouvelle, dans laquelle figurent deux pilotes italiens, le jeune Giuseppe Farina et Luigi Fagioli, né en 1898, ainsi qu'un pilote argentin, fils d'immigrés italiens, de presque 40 ans dont on dit le plus grand bien, Juan Manuel Fangio.
Avec une puissance de 350 ch à 8 600 tr/min, et un poids de seulement 700 kg, qui donne un rapport poids/puissance de 2 kg/ch, l'Alfa Romeo 158/50 ne connait aucune rivale et s'adjuge six des sept Grand Prix de cette première saison mondiale (on considère sept Grand Prix, car bien que les 500 Miles d'Indianapolis soient ajoutés au calendrier du championnat, aucune écurie et aucun pilote européen n'y participe). Le dernier des sept Grand Prix de la saison, le XXIe Grand Prix d'Italie de 1950, qui se déroule le 3 septembre sur le circuit de Monza, est remporté par une Alfa Romeo 159 (F1), évolution naturelle de l'Alfetta 158, avec Giuseppe Farina comme pilote, qui remporte ainsi le premier titre de Champion du Monde de Formule 1. De plus, Alfa Romeo, avec sa 158/50 s'adjugea, au cours de la saison 1950, pas moins de 5 des 16 Grands Prix de Formule 1 ne comptant pas pour le Championnat du Monde.

### Palmarès
Les lauriers remportés lors de cette première aventure mondiale de l'Alfa Romeo 158, après treize années de domination, sont extraordinaires :
- 3 premières places au Grand Prix de Grande-Bretagne le 13 mai 1950, avec Giuseppe Farina devant Luigi Fagioli et Reg Parnell,
- 1re place au Grand Prix de Monaco le 21 mai 1950, avec Juan Manuel Fangio,
- 2 premières places au Grand Prix de Suisse le 4 juin 1950, avec Giuseppe Farina devant Luigi Fagioli,
- 2 premières places au Grand Prix de Belgique le 18 juin 1950, avec Fangio devant Fagioli,
- 2 premières places au Grand Prix de France le 2 juillet 1950, avec Fangio devant Fagioli,
- 3e place de Fagioli au Grand Prix d'Italie le 3 septembre.

On peut compléter ce palmarès avec le record des cinq tours les plus rapides en cinq Grand Prix et cinq pole positions. Les qualités mises en avant par tous les pilotes qui ont la chance de conduire les Alfa 158 sont : puissance, vitesse, fiabilité et une maniabilité extrême.

## Résultats détaillés en championnat du monde de Formule 1
| Saison | Écurie         | Moteur            | Pneumatiques | Pilotes            | Courses | Courses | Courses | Courses | Courses | Courses | Courses | Points inscrits | Classement |
| Saison | Écurie         | Moteur            | Pneumatiques | Pilotes            | 1       | 2       | 3       | 4       | 5       | 6       | 7       | Points inscrits | Classement |
| ------ | -------------- | ----------------- | ------------ | ------------------ | ------- | ------- | ------- | ------- | ------- | ------- | ------- | --------------- | ---------- |
| 1950   | Alfa Romeo SpA | Alfa Romeo 158 L8 | Pirelli      |                    | GBR     | MON     | 500     | SUI     | BEL     | FRA     | ITA     | -*              | -*         |
| 1950   | Alfa Romeo SpA | Alfa Romeo 158 L8 | Pirelli      | Giuseppe Farina    | 1re     | Abd     |         | 1re     | 4e      | 7e      | 1re     | -*              | -*         |
| 1950   | Alfa Romeo SpA | Alfa Romeo 158 L8 | Pirelli      | Juan Manuel Fangio | Abd     | 1re     |         | Abd     | 1re     | 1re     | Abd     | -*              | -*         |
| 1950   | Alfa Romeo SpA | Alfa Romeo 158 L8 | Pirelli      | Luigi Fagioli      | 2e      | Abd     |         | 2e      | 2e      | 2e      | 3e      | -*              | -*         |
| 1950   | Alfa Romeo SpA | Alfa Romeo 158 L8 | Pirelli      | Reg Parnell        | 3e      |         |         |         |         |         |         | -*              | -*         |
| 1950   | Alfa Romeo SpA | Alfa Romeo 158 L8 | Pirelli      | Consalvo Sanesi    |         |         |         |         |         |         | Abd     | -*              | -*         |
| 1950   | Alfa Romeo SpA | Alfa Romeo 158 L8 | Pirelli      | Piero Taruffi      |         |         |         |         |         |         | Abd     | -*              | -*         |

Légende : ici 

* Le championnat du monde des constructeurs n'étant créé qu'en 1958, l'écurie ne marque aucun point.

## Alfa Romeo 159 (F1)
L'Alfa Romeo 159 Alfetta est une monoplace de Formule 1 dérivée de l'Alfa Romeo 158 qui a dominé tous les Grands Prix depuis la fin de la Seconde Guerre mondiale jusqu'en 1950. Elle reprend quasiment tout de son aïeule à l'exception des suspensions arrière qui sont de type De Dion, solution coûteuse et complexe mais que les ingénieurs milanais connaissent parfaitement et les jugent indispensables pour faire passer aux roues la puissance du moteur.